# Ėduard Žaŭneraŭ
Ėduard Stanislavavič Žaŭneraŭ (in bielorusso Эдуард Станіслававіч Жаўнераў?; 1º novembre 1987) è un calciatore bielorusso, difensore del Minsk.

## Carriera

### Club
Dopo aver giocato con il Dnepr Mogilev, il 17 gennaio 2011 si trasferisce alla Dinamo Minsk.

### Nazionale
Con la nazionale bielorussa ha debuttato nel 2010.